# Samuel Wigius (1678–1741)
Samuel Wigius, född 25 maj 1678 i Tryserums församling, Östergötlands län, död 1 mars 1741 i Veta församling, Östergötlands län, var en svensk präst. Han var farfar till Samuel Wigius (1747–1811).

## Biografi
Samuel Wigius föddes 1678 i Tryserums församling. Han var son till kyrkoherden Nicolaus Andreae Wigius i Västra Eds församling. Wigius blev 1701 student vid Uppsala universitet och prästvigdes 9 oktober 1707. Han blev 1710 komminister i Hycklinge församling och 21 maj 1719 kyrkoherde i Veta församling med tillträde 1720. Wigius avled 1741 i Veta församling.
En gravsten över honom finns bevarad.

### Familj
Wigius gifte sig första gången 14 september 1710 med Anna Lithmang (1686–1715) som var dotter till kyrkoherden Johannes Canuti Lithmang i Horns församling. De fick tillsammans barnen Elisabet (född 1711), som var gift med kyrkoherden Per Wistrand i Rogslösa församling, komministern Johan Wigius (född 1712) i Kuddby församling och postmästaren Nils Wigius (1714–1791) i Södertälje.
Wigius gifte sig andra gången 1720 med Emerentia Austronius (1695–1771) som var dotter till kyrkoherden Jonas Austronius och Anna Lysing i Kvillinge församling. samt änka efter regementspastorn D. Holmer. Wigius och Austronius fick tillsammans barnen Jonas Wigius (1721–1722), Anna Wigius (1722–1793), som var gift med rådmannen Erik Norrman i Eksjö, Catharina Wigius (1724–1725), Brita Wigius (född 1726), som var gift med fabrikören Daniel Hinrichman i Norrköping, kommerserådet Daniel Wigius (1728–1807), Samuel Wigius (1731–1737), Margareta Wigius (född 1734), som var gift med komministern Haqvinus Montelin i Sya församling och kyrkoherde Emanuel Petri Regnér i Västra Hargs församling, och Andreas Wigius (1736–1739).